# Globální den lásky

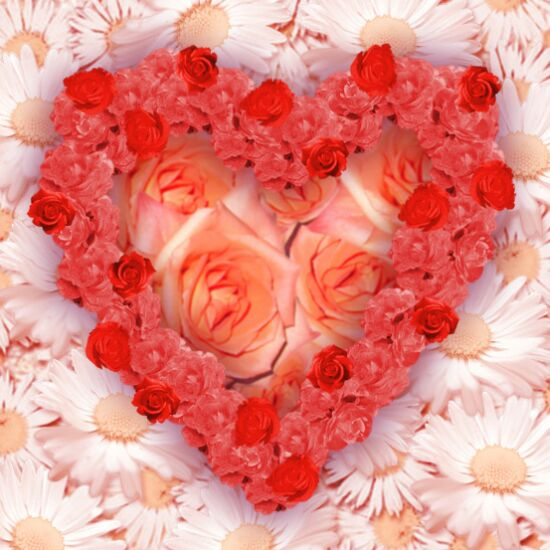
Srdce jako symbol lásky.

Globální den lásky (anglicky Global Love Day) je svátek humanity slavený po celém světě 1. května. Patronem je Nadace lásky (anglicky The Love Foundation), nezisková organizace, jejímž cílem je „inspirovat lidi milovat bez podmínek“. Globální den lásky je mezinárodní akce, která symbolizuje bezpodmínečnou lásku. Od vzniku svátku je jeho hlavní idea „Láska začíná se mnou“.
Šest principů Globálního dne lásky:
- Jsme jedno lidstvo na této planetě.
- Všechen život je propojený a vzájemně závislý.
- Všichni sdílejí vesmírnou vazbu lásky.
- Láska začíná sebepřijetím a odpuštěním.
- Respektem a soucitem přijímáme rozmanitost.
- Společně (se) láskou měníme.

## Historie
Název a koncept Globálního dne lásky navrhl Harold W. Becker v roce 2003 a startoval 1. května 2004. Každoroční oslava vznikla jako forma oslavy naší humanity a jednoty přes nepodmíněnou lásku. Ve svém úvodním dopise Becker uvedl: "Není nic, co bychom museli udělat, ale potřebujeme cítit lásku. Je to prosté. Globální den lásky je jen náš způsob jak říct, že láska je naše a sdílet každou chvilku našich životů."

### Události
Od roku 2004 se Globální den lásky oslavuje každý rok po celém světě. Jednotlivci, skupiny a organizace jsou vyzvání vytvořit a hostit shromáždění a slavnosti podle jejich jedinečné inspirace, kultury a sociálních zvyků. Podle Nadace lásky se uskutečnilo přes setkání ve více než 143 zemích. Větší pozoruhodné oslavy, které přilákali mnoho účastníků proběhli v zemích jako Kamerun, Nigérie, Bangladéš, Libérie, Indie, Pákistán, Uganda, Nepál, Sierra Leone, Guatemala, Španělsko, Korea, Keňa a v mnoha státech USA.

### Prohlášení
Dosud přes 400 prohlášení bylo doručeno guvernérům, primátorům a radám v USA a Kanadě, které 1.máj označili jako Globální den lásky.

### Vodní krystal Emoto
V roce 2007, Masaru Emoto nabídl laboratorní obrázek vodního krystalu Globálního dne lásky. Krystal ukazuje efekty globální lásky a oslavu života.

## Umělecká a literární pozvánka
Na počest Globálního dne lásky hostí Nadace lásky každoročně Uměleckou a literární pozvánku (Art, Essay and Poetry Invitational), kde lidé každého věku mohou sdílet své kreativní výrazy globální lásky. Díla reflektují univerzální chápání lásky, jednoty, tolerance, soucitění a prezentují ideu Globálního dne lásky s jeho témou "Láska začíná se mnou".